# هيكسهام (دائرة انتخابية في المملكة المتحدة)
هيكسهام (بالإنجليزية: Hexham)‏ هي إحدى الدوائر الانتخابية في المملكة المتحدة الممثلة في مجلس العموم في برلمان المملكة المتحدة.
عضو البرلمان الذي يمثلها حالياً هو :Mr Peter Atkinson (Con).